# Аминта I
Аминта I (грч. Αμυντας) је био македонски краљ који је владао у 6. веку п. н. е.
Аминта је био син краља Алкета I. Херодот његово име спомиње као првог македонског краља који је ступио у везу са Атином. Према речима једног од историчара, досадно јутро македонске историје започиње са краљем Аминтом.
На крају владавине Аминте, персијски заповедник Мегабаз је, након освајања Тракије и Пеоније, региона северно од Македоније, послао амбасадоре у Македонију захтевајући земљу и воду, као и таоце да обезбеде мир за будућа времена (крај 6. века пре нове ере). Јустин примећује: „Дарије је намеравао да дода, као мањи додатак, и Македонију.“  Аминта им је обећао и позвао амбасадоре на гозбу. На овој гозби су изненада убијени, али Херодот за то криви младог царевића Александра, сина Аминте, одговорног за ово . Персијанци су почели да траже починиоце инцидента, али је Александар за много новца успео да подмити шефа истражне комисије Бубара, сина освајача Тракије. Такође је Бубар дат жени ћерки Аминте Гигеје. Перзијски заповедник Мардоније освојио је Македонију касније, 492. п. н. е., након смрти Аминте.
У време Аминте, Македонија је била заостала варварска земља окружена варварским народима, без великих градова и одређених граница, где нико од Грка није ризиковао да продре, а Персијанци нису желели ни да пошаљу трупе да савладају сиромашан, неприступачан терен. Македонски краљ је владао као први међу једнаким племенским вођама, послао је своје жене да угосте персијске амбасадоре. Ретки преживели новчићи са тих места пружају више информација од књижевних извора.
Јевсевије Кесаријски дефинише владавину Аминте I са 50 година. Само име изведено је из грчког аминтор, што значи заштитник.